# Жамбильський сільський округ (Костанайський район)
Жамби́льський сільський округ (каз. Жамбыл ауылдық округі, рос. Жамбыльский сельский округ) — адміністративна одиниця у складі Костанайського району Костанайської області Казахстану. Адміністративний центр — село Жамбил.
Населення — 3290 осіб (2021; 2983 у 2009, 2846 у 1999, 2953 у 1989).
Станом на 1989 рк існувала Притобольська сільська рада (селища Джамбул, Красний Октябр, Самір, Тепличний). 1998 року Притобольський сільський округ перейменовано в Жамбильський. Після 1999 року село Тепличне увійшло до складу міста Костанай.

## Склад
До складу округу входять такі населені пункти:
| Населений пункт  | Старі назви    | Населення, осіб (1989) | Населення, осіб (1999) | Населення, осіб (2009) | Населення, осіб (2021) |
| ---------------- | -------------- | ---------------------- | ---------------------- | ---------------------- | ---------------------- |
| Алтин-Дала, село | Красний Октябр | 733                    | 782                    | 883                    | 863                    |
| Жамбил, село     | Джамбул        | 1941                   | 1808                   | 1912                   | 2302                   |
| Самір, село      | -              | 279                    | 256                    | 188                    | 125                    |